# Vexillipar
Vexillipar is een geslacht van kreeftachtigen uit de klasse van de Malacostraca (hogere kreeftachtigen).

## Soort
- Vexillipar repandum Chace, 1988